# Superliga Brasileira de Voleibol Feminino de 2012–13 - Série A
A Superliga Brasileira de Voleibol Feminino de 2012-13 - Série A foi a 19ª edição desta competição organizada pela Confederação Brasileira de Voleibol através da Unidade de Competições Nacionais. Também foi a 35ª edição do Campeonato Brasileiro de Voleibol Feminino, a principal competição entre clubes de voleibol feminino do Brasil.  Participaram do torneio dez equipes provenientes de quatro estados brasileiros: São Paulo, Rio de Janeiro, Minas Gerais, e Santa Catarina.

## Regulamento
A fase classificatória da competição foi disputada por 10 equipes em dois turnos. Em cada turno, todos os times jogaram entre si uma única vez. Os jogos do segundo turno foram realizados na mesma ordem do primeiro, apenas com o mando de quadra invertido. Os oito primeiros colocados se classificaram para os play-offs. Nesta fase, a vitória por 3-0 ou 3-1 garantiu três pontos para o ganhador e nenhum ponto para o perdedor. Já com o placar de 3-2, o ganhador da partida levou dois pontos e o perdedor um. 
Os play-offs foram divididos em três fases - quartas-de-final, semi-finais e final.
Nas quartas-de-final houve um cruzamento entre as equipes com os melhores índices técnicos seguindo a lógica: 1ª x 8ª (A); 2ª x 7ª(B); 3ª x 6ª(C) e 4ª x 5ª(D). Estas jogaram partidas em melhor de 3 (jogos), sendo um mando de campo para cada e o jogo de desempate, quando houve, no ginásio da equipe com o melhor índice técnico da fase classificatória. 
As semifinais foram disputadas pelas equipes que passaram das quartas-de-final, seguindo a lógica: Vencedora do jogo A x Vencedora do jogo D; Vencedora do jogo B x Vencedora do jogo C. Estas jogaram novamente partidas em melhor de 3 (jogos), sendo um mando de campo para cada e o jogo de desempate, quando houve, no ginásio da equipe com o melhor índice técnico da fase classificatória. 
As vencedoras se classificaram para a final, que foi disputada em jogo único na cidade de São Paulo.  A terceira e a quarta colocações foram definidas pelo melhor índice técnico da fase classificatória e das semifinais. 
O campeão do torneio conquistou o direito de participar do Campeonato Sul-Americano de Clubes de 2013. Já o último colocado foi rebaixado para a Série B 2014. [carece de fontes?]

## Equipes participantes
Dez equipes disputaram o título da Superliga Feminina de 2012/2013 - Série A.  São elas:
| Equipe                          | Cidade                | Última participação | Temporada 2011/2012 |
| ------------------------------- | --------------------- | ------------------- | ------------------- |
| Banana Boat/Praia Clube         | Uberlândia            | 2011/2012           | 6º                  |
| Pinheiros                       | São Paulo             | 2011/2012           | 9º                  |
| Rio do Sul                      | Rio do Sul            | 2011/2012           | 10º                 |
| São Bernardo Vôlei              | São Bernardo do Campo | 2011/2012           | 8º                  |
| São Cristóvão Saúde/São Caetano | São Caetano do Sul    | 2011/2012           | 12º                 |
| Sesi-SP                         | São Paulo             | 2011/2012           | 5º                  |
| Sollys/Nestlé                   | Osasco                | 2011/2012           | 1º                  |
| Unilever                        | Rio de Janeiro        | 2011/2012           | 2º                  |
| Usiminas/Minas                  | Belo Horizonte        | 2011/2012           | 4º                  |
| Vôlei Amil                      | Campinas              | estreante           | -                   |

## Classificação
- Vitória por 3 sets a 0 ou 3 a 1: 3 pontos para o vencedor;
- Vitória por 3 sets a 2: 2 pontos para o vencedor e 1 ponto para o perdedor.
- Não comparecimento, a equipe perde 2 pontos.
- Em caso de igualdade por pontos, os seguintes critérios servem como desempate: número de vitórias, média de sets e média de pontos.

|  |                                                                                   |
|  | Equipes classificadas para às quartas-de-final e garantidas na Série A 2013/2014. |
|  | Rebaixada para a Série B 2014.                                                    |

|     |                   |     | Jogos | Jogos | Jogos | Resultados | Resultados | Resultados | Resultados | Resultados | Resultados | Sets | Sets | Sets  | Pontos | Pontos | Pontos |
| Pos | Equipe            | Pts | T     | V     | D     | 3–0        | 3–1        | 3–2        | 2–3        | 1–3        | 0–3        | V    | P    | R     | V      | P      | R      |
| --- | ----------------- | --- | ----- | ----- | ----- | ---------- | ---------- | ---------- | ---------- | ---------- | ---------- | ---- | ---- | ----- | ------ | ------ | ------ |
| 1   | Rio de Janeiro VC | 45  | 18    | 16    | 2     | 10         | 2          | 4          | 1          | 0          | 1          | 50   | 16   | 3.125 | 1564   | 1292   | 1.211  |
| 2   | Osasco VC         | 44  | 18    | 15    | 3     | 10         | 3          | 2          | 1          | 2          | 0          | 49   | 16   | 3.063 | 1554   | 1283   | 1.211  |
| 3   | Campinas VC       | 39  | 18    | 14    | 4     | 6          | 5          | 3          | 0          | 2          | 2          | 44   | 23   | 1.913 | 1545   | 1415   | 1.092  |
| 4   | Praia Clube       | 35  | 18    | 11    | 7     | 5          | 5          | 1          | 3          | 1          | 3          | 40   | 28   | 1.429 | 1526   | 1449   | 1.053  |
| 5   | Sesi-SP           | 34  | 18    | 11    | 7     | 6          | 2          | 3          | 4          | 1          | 2          | 42   | 29   | 1.448 | 1571   | 1478   | 1.063  |
| 6   | EC Pinheiros      | 24  | 18    | 8     | 10    | 4          | 2          | 2          | 2          | 2          | 6          | 30   | 36   | 0.833 | 1424   | 1371   | 1.039  |
| 7   | Minas TC          | 19  | 18    | 6     | 12    | 4          | 1          | 1          | 2          | 5          | 5          | 27   | 39   | 0.692 | 1417   | 1486   | 0.954  |
| 8   | SER Rio do Sul    | 17  | 18    | 6     | 12    | 2          | 1          | 3          | 2          | 3          | 7          | 25   | 43   | 0.581 | 1383   | 1527   | 0.906  |
| 9   | São Caetano EC    | 8   | 18    | 2     | 16    | 0          | 1          | 1          | 3          | 2          | 11         | 14   | 51   | 0.275 | 1221   | 1541   | 0.792  |
| 10  | ADCM São Bernardo | 5   | 18    | 1     | 17    | 1          | 0          | 0          | 2          | 4          | 11         | 11   | 51   | 0.216 | 1131   | 1494   | 0.757  |

## Fase classificatória
Para um dado resultado encontrado nesta tabela, a linha se refere ao mandante e a coluna, ao visitante.
|                       | CAM | MIN | OSA | PIN | PRC | RIO | RSU | SBE | SCA | SES | Pos |
| CAM Campinas VC       |     | 3-1 | 0-3 | 3-2 | 0-3 | 1-3 | 3-1 | 3-0 | 3-0 | 3-2 | 3   |
| MIN Minas TC          | 0-3 |     | 0-3 | 1-3 | 3-2 | 3-0 | 3-0 | 3-0 | 3-0 | 2-3 | 7   |
| OSA Osasco VC         | 1-3 | 3-0 |     | 1-3 | 3-0 | 3-2 | 3-1 | 3-0 | 3-0 | 3-2 | 2   |
| PIN EC Pinheiros      | 0-3 | 3-0 | 0-3 |     | 0-3 | 0-3 | 2-3 | 3-2 | 3-0 | 0-3 | 6   |
| PRC Praia Clube       | 1-3 | 3-1 | 0-3 | 3-1 |     | 2-3 | 3-1 | 3-1 | 3-1 | 3-0 | 4   |
| RIO Rio de Janeiro VC | 3-1 | 3-0 | 3-2 | 3-0 | 3-2 |     | 3-0 | 3-0 | 3-0 | 3-0 | 1   |
| RSU SER Rio do Sul    | 0-3 | 3-2 | 0-3 | 2-3 | 0-3 | 0-3 |     | 3-1 | 3-2 | 0-3 | 8   |
| SBE ADCM São Bernardo | 1-3 | 1-3 | 0-3 | 0-3 | 0-3 | 0-3 | 0-3 |     | 3-0 | 0-3 | 10  |
| SCA São Caetano EC    | 0-3 | 3-1 | 1-3 | 0-3 | 2-3 | 0-3 | 0-3 | 3-2 |     | 0-3 | 9   |
| SES Sesi-SP           | 2-3 | 3-1 | 1-3 | 3-1 | 3-0 | 2-3 | 3-2 | 3-0 | 3-2 |     | 5   |

## Playoffs
|  | Quartas-de-final | Quartas-de-final  | Quartas-de-final | Quartas-de-final | Quartas-de-final |             |                   | Semifinais | Semifinais | Semifinais | Semifinais | Semifinais |  |  | Final | Final             | Final | Final | Final | Final | Final |
|  |                  |                   |                  |                  |                  |             |                   |            |            |            |            |            |  |  |       |                   |       |       |       |       |       |
|  | 1º               | Rio de Janeiro VC | 3                | 3                |                  |             |                   |            |            |            |            |            |  |  |       |                   |       |       |       |       |       |
|  | 8º               | SER Rio do Sul    | 0                | 0                |                  |             |                   |            |            |            |            |            |  |  |       |                   |       |       |       |       |       |
|  | 8º               | SER Rio do Sul    | 0                | 0                |                  | 1º          | Rio de Janeiro VC | 3          | 3          |            |            |            |  |  |       |                   |       |       |       |       |       |
|  |                  |                   |                  |                  |                  | 1º          | Rio de Janeiro VC | 3          | 3          |            |            |            |  |  |       |                   |       |       |       |       |       |
|  |                  | 5º                | Sesi-SP          | 1                | 0                |             |                   |            |            |            |            |            |  |  |       |                   |       |       |       |       |       |
|  | 4º               | 5º                | Sesi-SP          | 1                | 0                | Praia Clube | 1                 | 3          | 0          |            |            |            |  |  |       |                   |       |       |       |       |       |
|  | 4º               |                   |                  |                  |                  | Praia Clube | 1                 | 3          | 0          |            |            |            |  |  |       |                   |       |       |       |       |       |
|  | 5º               | Sesi-SP           | 3                | 0                | 3                |             |                   |            |            |            |            |            |  |  |       |                   |       |       |       |       |       |
|  |                  |                   |                  |                  |                  |             |                   |            |            |            |            |            |  |  | 1°    | Rio de Janeiro VC | 3     |       |       |       |       |
|  |                  |                   | 2º               | Osasco VC        | 2                |             |                   |            |            |            |            |            |  |  |       |                   |       |       |       |       |       |
|  | 2º               | Osasco VC         | 3                | 3                |                  |             |                   |            |            |            |            |            |  |  |       |                   |       |       |       |       |       |
|  | 7º               | Minas TC          | 0                | 0                |                  |             |                   |            |            |            |            |            |  |  |       |                   |       |       |       |       |       |
|  | 7º               | Minas TC          | 0                | 0                |                  | 2º          | Osasco VC         | 3          | 3          |            |            |            |  |  |       |                   |       |       |       |       |       |
|  |                  |                   |                  |                  |                  | 2º          | Osasco VC         | 3          | 3          |            |            |            |  |  |       |                   |       |       |       |       |       |
|  |                  | 3º                | Campinas VC      | 1                | 0                |             |                   |            |            |            |            |            |  |  |       |                   |       |       |       |       |       |
|  | 3º               | 3º                | Campinas VC      | 1                | 0                | Campinas VC | 3                 | 2          | 3          |            |            |            |  |  |       |                   |       |       |       |       |       |
|  | 3º               |                   |                  |                  |                  | Campinas VC | 3                 | 2          | 3          |            |            |            |  |  |       |                   |       |       |       |       |       |
|  | 6º               | EC Pinheiros      | 1                | 3                | 1                |             |                   |            |            |            |            |            |  |  |       |                   |       |       |       |       |       |

| Superliga Brasileira de Voleibol Feminino de 2012-13 |
| Campeão                                              |
| Rio de Janeiro                                       |
| ---------------------------------------------------- |
| Unilever 8º título                                   |

## Prêmios individuais
| MVP (Most Valuable Player) da final | Fofão          | Rio de Janeiro VC |
| Melhor atacante                     | Fernanda Garay | Osasco VC         |
| Melhor bloqueio                     | Juciely        | Rio de Janeiro VC |
| Melhor saque                        | Neneca         | SER Rio do Sul    |
| Melhor Recepção                     | Jaqueline      | Osasco VC         |
| Melhor levantadora                  | Fabíola        | Osasco VC         |
| Melhor defesa                       | Camila Brait   | Osasco VC         |